# Otto A. Jäger
Otto Arnold Jäger (* 21. August 1900 in Brüssel; † 25. Mai 1993 in Aarhus) war ein deutscher Arzt, humanitärer Aktivist und Maler.

## Leben und Werk

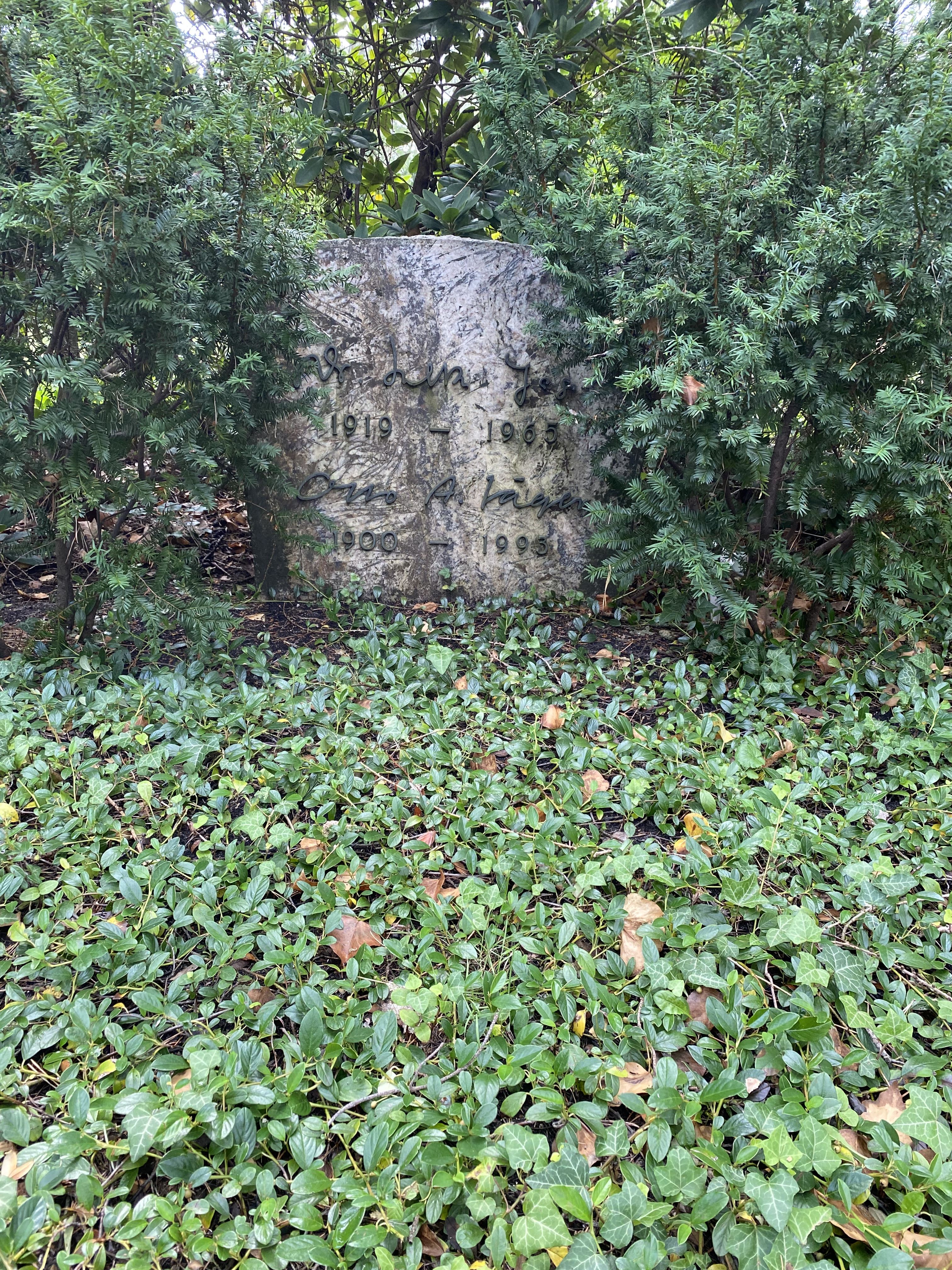
Grabstätte auf dem Waldfriedhof Zehlendorf

Jäger besuchte von 1907 bis 1918 das Städtische Gymnasium Düsseldorf und die Klosterschule Roßleben. Von 1919 bis 1924 studierte er an der Philipps-Universität Marburg Medizin und bei Richard Hamann Kunstgeschichte. Er praktizierte dann als Kinderarzt. Von 1929 bis 1933 lebte er mit seiner Lebensgefährtin, der Frauenärztin Barbara von Renthe-Fink in Glauchau. Peter von Zahn hat seine Bekanntschaft in „Windrose der Zeit“ skizziert: „Sie war praktische Ärztin mit kühnem Verstand, großer Organisationsgabe und einem empfindlich reagierenden sozialen Gewissen. Er war Kinderarzt, Träumer und Phantast, der die engen Räume am Marktplatz einer sächsischen Provinzstadt mit erlesenen Stichen und Teppichen füllte.“
Als sie sich als kulturell und sozial selbstlose Menschen nach der Machtübernahme durch die Nazis in dem eher kleinstädtischen Glauchau nicht mehr sicher fühlen konnten, zog Jäger mit seiner Gefährtin nach Adelsberg, wo sie im Haus Am Schösserholz 69 wohnten. Seine Praxis als Kinderarzt hatte er im Stadtzentrum von Chemnitz in der damaligen Friedrich-August-Straße 4. Neben seiner Leidenschaft als Kunstsammler malte Jäger, vornehmlich Porträts von Menschen seines Bekanntenkreises. Er stand in Kontakt u. a. zu Karl Schmidt-Rottluff und Friedrich Schreiber-Weigand. Seine Bilder sind „unglaublich farbig“, man sieht ihnen an, dass er „als Arzt und Menschenfreund Bildnisse malt.“ Er sei in der Lage „sympathisch Wesentliches dieses Charakters mitzuerleben und zu würdigen.“
Unter bisher ungeklärten Umständen ging er um 1947 nach Äthiopien und wurde Leibarzt von Kaiser Haile Selassie I. Er lebte am kaiserlichen Hof und beschäftigte sich neben seiner Arbeit als Arzt intensiv mit der Kunst des Landes und publizierte dazu. Danach war er jahrelang für internationale Organisationen in der humanitären und Entwicklungshilfe in Afrika und Asien tätig. Er war u. a. Mitglied der Weltgesundheitsorganisation WHO. Bis 1953 arbeitete er im Iran, dann im Irak und ab 1955 in Gonder in Äthiopien. Bis 1968 war er Chefarzt des DRK-Hospitalschiffs Helgoland.
Viele Einzelheiten des Lebens und Wirkens Jägers sind bisher im Dunkeln. Seine letzte Ruhestätte fand Otto A. Jäger auf dem Waldfriedhof Zehlendorf (Abt. XIX W 296/Feld 051).

## Darstellung Jägers in der bildenden Kunst
- Fritz Eschen: Porträtserie von Jäger (Fotografien, 1963)[5]

## Werke (Auswahl)
Gemälde (Auswahl)
- Porträt Schmidt-Rottluff (Öl, 59 × 72 cm, ausgestellt 1946/1947 auf der Ausstellung „Mitteldeutsche Kunst“)[6]
- Porträt Mary Wigman (Öl, 60 × 71 cm, ausgestellt 1946/1947 auf der Ausstellung „Mitteldeutsche Kunst“)[7]
- Porträt Richard Hamann (Öl, 49 × 75 cm)[8]
- Porträt Rudolf Ziel; 1880–1964 (Öl; befindet sich im Justizzentrum Chemnitz)

Buchpublikationen (Auswahl)
- Äthiopische Miniaturen. Gebr. Mann Verlag, Berlin, 1957 (mit Liselotte Deininger-Englhart)
- Probleme des Gesundheitswesens in Entwicklungsländern. Ferdinand Enke Verlag, Stuttgart, 1963
- Das öffentliche Gesundheitswesen in den Entwicklungsländern. Bücher der Verwaltung in unserer Zeit Band 2. Duncker & Humblot, Berlin, 1964
- Antiquities of North Ethiopia. A Guide. F. A. Brockhaus, Stuttgart, 1965

## Ausstellungen (unvollständig)

### Einzelausstellungen
- 1948 Freiberg, Stadt- und Bergbaumuseum (Bildnisse)[9]
- 1962 Goslar, Goslarer Museum (Bilder aus Äthiopien)

### Beteiligung an Ausstellungen
- 1946: Dresden, Kunstakademie (Kunstausstellung Sächsische Künstler)
- 1946: Chemnitz, Kaufstätte Merkur („Chemnitzer Künstler stellen aus“)[10]
- 1946/1947: Leipzig, Museum der bildenden Künste („Mitteldeutsche Kunst“)[11]